# Regiones de Singapur
Las regiones de Singapur son subdivisiones de planificación urbana que son delimitadas por la Autoridad de Reurbanización Urbana de Singapur para ayudar en sus esfuerzos de planificación. Con el tiempo, otras organizaciones gubernamentales también han adoptado las cinco regiones en su trabajo administrativo, como por ejemplo el Departamento de Estadística en el censo de 2000. Las regiones se subdividen en 55 áreas de planificación, que incluyen dos zonas de captación de agua. La región más grande en términos de superficie es la Región Oeste con 218,4 km² (84,3 mi²), mientras que la Región Central es la más poblada con una población estimada de 922.980 habitantes en el área en 2019.
Singapur se gobierna como un estado unitario sin provincias ni estados. Aunque son utilizadas por algunas organizaciones gubernamentales, estas regiones no son subdivisiones administrativas. A efectos de administración, Singapur está dividido en cinco distritos y a su vez, en divisiones gobernadas por consejos y encabezadas por alcaldes. Estas subdivisiones son incompatibles con las subdivisiones regionales. Las regiones son fijas en el tiempo mientras que los distritos fluctúan con la redistribución de distritos electorales.

## Centros regionales
Antes de 1991, los planificadores urbanos de Singapur preferían tener una zona comercial fuerte en el centro del área metropolitana. Esto, sumado a desarrollos residenciales desarticulados en las áreas norte y este y desarrollos industriales en las áreas occidentales de Singapur, dio como resultado que los ciudadanos tuvieran que viajar a través de la isla para llegar a sus destinos de trabajo o compras. Para abordar estas cuestiones y mejorar aún más la planificación urbana, en 1991 se introdujo el concepto de centros regionales con el Plan Maestro de 1991.
A nivel internacional, los centros regionales suelen ser nuevos lugares urbanos o ciudades independientes y autónomas con su propia combinación de funciones urbanas. Sin embargo, como la superficie de Singapur es pequeña, el término centro regional adquiere un significado localizado: un nodo funcional diseñado para servir como un área céntrica de menor escala entre los centros urbanos de las nuevas ciudades residenciales y el principal distrito comercial central en el Área Central . Está previsto que estos centros ofrezcan una variedad de servicios comerciales, minoristas, de entretenimiento y otros a los residentes de las áreas circundantes. Están ubicados estratégicamente en áreas que están bien servidas por el sistema de tránsito rápido masivo, un sistema de autobuses eficiente y una extensa red de carreteras. Estos centros regionales tienen como objetivo descentralizar los servicios que antes estaban concentrados en el núcleo de la ciudad.
Existen 4 centros regionales en Singapur, que fueron identificados en el Plan Maestro de 1991. No existe un centro regional para la Región Central, ya que el propio centro de la ciudad funciona de facto como tal. El primer centro regional que se desarrolló fue el Centro Regional de Tampines, ubicado en la Región Este de Singapur, junto con la introducción del Plan Maestro de 1991. Posteriormente, en 2008 se comenzó a desarrollar el Centro Regional Jurong Este (Región Oeste, Singapur), también conocido como Distrito del Lago Jurong, y en 2023 se dieron a conocer planes renovados. En 2014 se propuso la creación del Centro Regional Woodlands (Región Norte, Singapur). Por último, los planes para el Centro Regional Seletar (Región Noreste, Singapur) aún no se han revelado; por ello, Punggol actualmente sirve de facto como el centro regional del Noreste, que incluye el Distrito Digital Punggol.

## Lista de regiones
Las cifras de población corresponden al 30 de junio de 2020. Incluyen ciudadanos y residentes permanentes, pero no incluyen a los aproximadamente 1,6 millones de residentes no permanentes de Singapur.
| Región            | Centro regional                            | PA más grande           | PA más poblada | Área (km2) | Población estimada | Densidad de población (/km2) | Planning Areas |
| ----------------- | ------------------------------------------ | ----------------------- | -------------- | ---------- | ------------------ | ---------------------------- | -------------- |
| Central Region    | Ninguno (de jure); Central Area (de facto) | Queenstown              | Bukit Merah    | 132.7      | 922,580            | 6,952                        | 22             |
| East Region       | Tampines                                   | Changi                  | Bedok          | 128.3      | 685,890            | 7,367                        | 6              |
| North Region      | Woodlands                                  | Central Water Catchment | Woodlands      | 134.5      | 582,330            | 4,330                        | 8              |
| North-East Region | Seletar (de jure); Punggol (de facto)      | North-Eastern Islands   | Sengkang       | 121.3      | 930,910            | 8,960                        | 9              |
| West Region       | Jurong East                                | Western Water Catchment | Jurong West    | 218.4      | 922,540            | 4,583                        | 12             |
| Total             |                                            |                         |                | 735.2      | 4,044,250          | 6,077                        | 55             |